# Combinaison de protéines
La combinaison de protéines est la théorie selon laquelle les végétariens, et particulièrement les végétaliens, doivent manger des aliments complémentaires, comme des pois et du riz, ensemble au cours du même repas, afin que des aliments végétaux au profil incomplet en acides aminés essentiels puissent se combiner pour former une protéine complète, fournissant tous les apports nécessaires pour la croissance et le maintien de l'organisme.
La théorie a été discréditée par les organisations majeures de santé. Les études sur les acides aminés essentiels dans les protéines des plantes ont démontré que les végétariens et végétaliens n'ont en réalité pas besoin de complément en protéines à chaque repas pour atteindre le niveau désiré d'acides aminés essentiels si leur alimentation est variée et suffisamment calorique. L'Académie de Nutrition et de Diététique et Diététistes du Canada défendent notamment cette position.

## Historique
Cette théorie a été popularisée par Frances Moore Lappé dans son ouvrage Diet for a small planet, publié en 1971. L'American National Research Council et l'American Dietetic Association (ADA) ont repris la théorie, mettant en garde les végétariens et leur recommandant de combiner leurs protéines.
Lappé changea de position dans la réédition de son ouvrage en 1981, écrivant alors :
« En 1971, j'ai insisté sur la complémentarité des protéines parce que j'ai supposé que la seule façon d'obtenir assez de protéines […] était de créer une protéine utilisable par le corps comme protéine animale. En combattant le mythe que la viande était la seule façon d'obtenir de la protéine de haute qualité, j'ai renforcé un autre mythe. J'ai donné l'impression que si on voulait obtenir assez de protéines sans manger de viande, une attention considérable devait être portée au choix des aliments. En fait, c'est beaucoup plus facile que ce que je pensais. »
« Avec trois exceptions importantes, il y a très peu de danger d'avoir un déficit de protéines en mangeant des aliments végétaux. Les exceptions sont les régimes très fortement dépendants (1) des fruits, (2) de certains tubercules tels que la patate douce ou le manioc, (3) de la malbouffe (farines raffinées, sucres, et graisse). Heureusement, relativement peu de personnes dans le monde essaient de survivre avec des régimes alimentaires dans lesquels ces aliments sont la seule source d'apport calorique. Dans tous les autres régimes alimentaires, si une personne obtient assez de calories, elle est en pratique certaine d'obtenir assez de protéines. »
L'ADA a elle aussi changé de position en 1988. L'auteur principal du document de prise de position sur le végétarisme, Suzanne Havala, témoigne :
« Il n'y avait pas de fondement à [la combinaison de protéines] que je puisse percevoir […] J'ai commencé à passer des appels un peu partout et à parler à des gens pour leur demander quelle était la justification derrière le fait de dire qu'il fallait complémenter des protéines, et il n'y en avait pas. Et ce que j'ai eu à la place c'était des idées intéressantes de personnes qui étaient très compétentes et qui pensaient qu'il n'y avait en fait sans doute pas lieu de complémenter les protéines. Nous sommes donc allés de l'avant et avons changé le document sur ce point. » [Note : Le document a été approuvé à la suite d'une évaluation par des pairs et un vote de délégation[Quoi ?] avant de devenir officiel.] « Et quelques années après, Vernon Young et Peter Pellet ont publié l'étude qui est devenue le guide contemporain définitif au métabolisme des protéines chez l'être humain. Et celle-ci a aussi confirmé que complémenter les protéines lors des repas était totalement inutile. »
En 1994, Vernon Young et Peter Pellett publient l'article qui devient le guide de référence pour le métabolisme des protéines chez l'humain. L'article confirme que la combinaison de protéines dans les repas est totalement inutile. Ainsi, les personnes qui ne souhaitent pas consommer de protéines animales n'ont aucun besoin de se soucier des déséquilibres d'amino-acides des protéines végétales de leur régime alimentaire.
De nombreuses protéines végétales ont des teneurs un peu inférieures en l'un ou plusieurs des acides aminés essentiels, tout particulièrement en lysine, et dans une moindre mesure en méthionine et en thréonine, sans pour autant que la consommation exclusive de sources de protéines végétales empêche d'avoir une alimentation équilibrée en acides aminés essentiels.

En 2009, l'Association américaine de diététique écrit :
Les protéines végétales peuvent répondre aux exigences en matière de protéines lorsque l'alimentation végétale est variée et que les besoins en énergie sont satisfaits. La recherche indique qu'un assortiment d'aliments végétaux consommés au cours d'une journée peut fournir tous les acides aminés essentiels et assurer une rétention et une utilisation suffisantes de l'azote chez les adultes en bonne santé, de sorte que la combinaison de protéines au cours d'un même repas n'est pas nécessaire.
En 2014, l'American Heart Association affirme :
Vous n'avez pas besoin de consommer de protéines animales pour avoir suffisamment de protéines dans votre alimentation. Les protéines végétales peuvent fournir suffisamment d'acides aminés essentiels et non essentiels, pourvu que les sources de protéines alimentaires soient variées et que l'apport calorique soit suffisamment élevé pour répondre aux besoins énergétiques. Les céréales complètes, les légumineuses, les légumes, les graines et les noix contiennent tous des acides aminés essentiels et non essentiels. Vous n'avez pas besoin de combiner consciemment ces aliments (« combinaisons de protéines ») dans un même repas.
François Couplan indique que les protéines végétales des céréales et légumineuses sous forme de graines sont en dormance, et ne sont donc pas complètes, mais que les protéines végétales contenues dans les feuilles des végétaux sont complètes et que leur valeur nutritionnelle est sous-estimée,. Toutes les protéines contenues dans les feuilles des végétaux sont des protéines complètes dont la valeur est comparable aux œufs et aux autres produits animaux. Les céréales et légumineuses ne possédant pas de protéines complètes doivent être prises ensemble.[Passage contradictoire] À travers le monde, les peuples ont toujours associé instinctivement céréales et légumineuses au même repas en l'absence de protéines animales. Par exemples, il en est ainsi du maïs et du haricot au Guatemala, du riz et du soja en Asie, des lentilles et du pain en Inde, et du pain et des pois ou fèves en France.
Les extraits foliaires de luzerne (EFL), riches en protéines et fer, sont utilisés pour combattre la malnutrition dans les pays pauvres.